# Pieve di San Sigismondo (Poggio alle Mura)
La pieve di San Sigismondo è un edificio religioso situato a Poggio alle Mura, nel comune di Montalcino.
Risalente al XIII secolo, presenta pianta rettangolare e due aggiunte laterali. Il campanile è a vela con struttura finale in ferro battuto per le campane. Da questa chiesa proviene la tavola quattrocentesca di Benvenuto di Giovanni raffigurante San Sigismondo, e la scultura lignea con la Madonna col Bambino di scultore senese della metà del XIV secolo, entrambe al Museo di Montalcino.